# Lago Jardim Três Montanhas
O lago Jardim Três Montanhas é o maior lago de Osasco, e um dos poucos lagos não poluídos da cidade. Há um projeto da prefeitura para revitalizar o lago.